# Journal of Toxicologic Pathology
Das Journal of Toxicologic Pathology, abgekürzt J. Toxicol. Pathol., ist eine wissenschaftliche Fachzeitschrift, die von der japanischen Society of Toxicologic Pathology veröffentlicht wird. Derzeit erscheint die Zeitschrift mit vier Ausgaben im Jahr. Es werden Arbeiten aus dem Bereich der toxikologischen Pathologie veröffentlicht.
Der Impact Factor der Zeitschrift lag im Jahr 2018 bei 1,153.